# Brackley
Brackley – miasto i civil parish w Wielkiej Brytanii, w Anglii, w regionie East Midlands, w hrabstwie Northamptonshire, w dystrykcie (unitary authority) West Northamptonshire. Leży 13,2 km od miasta Banbury, 29,4 km od miasta Northampton i 93,2 km od Londynu. W 2001 roku miasto liczyło 13 331 mieszkańców. W 2011 roku civil parish liczyła 13 018 mieszkańców. W Brackley mieści się siedziba zespołu Mercedes AMG Petronas F1 Team, który startuje w Formule 1. Brackley jest wspomniana w Domesday Book (1086) jako Brachelai.